# Consejo Regulador de la Denominación Específica Brandy de Jerez

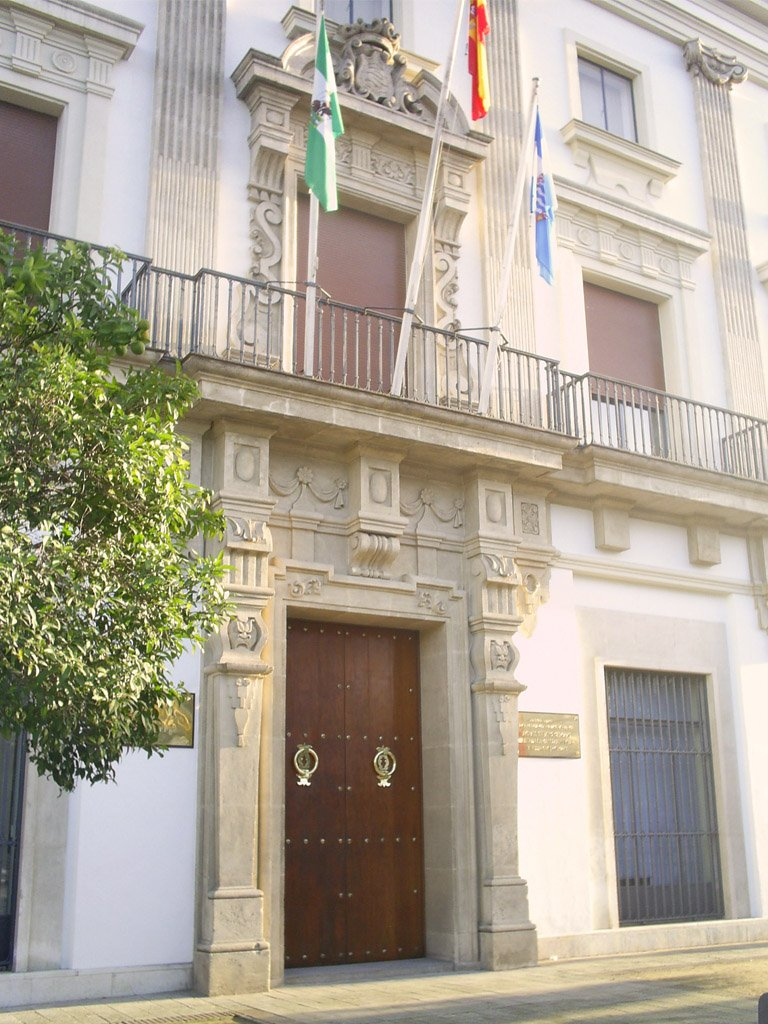
Sede del Consejo Regulador de la Denominación Específica Brandy de Jerez.

El Consejo Regulador de la Denominación Específica Brandy de Jerez es una Corporación de Derecho Público encargado de velar por el cumplimiento de las normas y el Reglamento de la Denominación Específica del Brandy de Jerez.

## Historia
Fue el primer Consejo Regulador creado en España para una bebida espirituosa  y la quinta bebida espirituosa europea con denominación geográfica reconocida.
Sus orígenes hay que buscarlos en la asociación Sebialsa que Osborne, Domecq, González Byass, Bobadilla y Terry formaron para defender los intereses de la bebida.

## Regulación

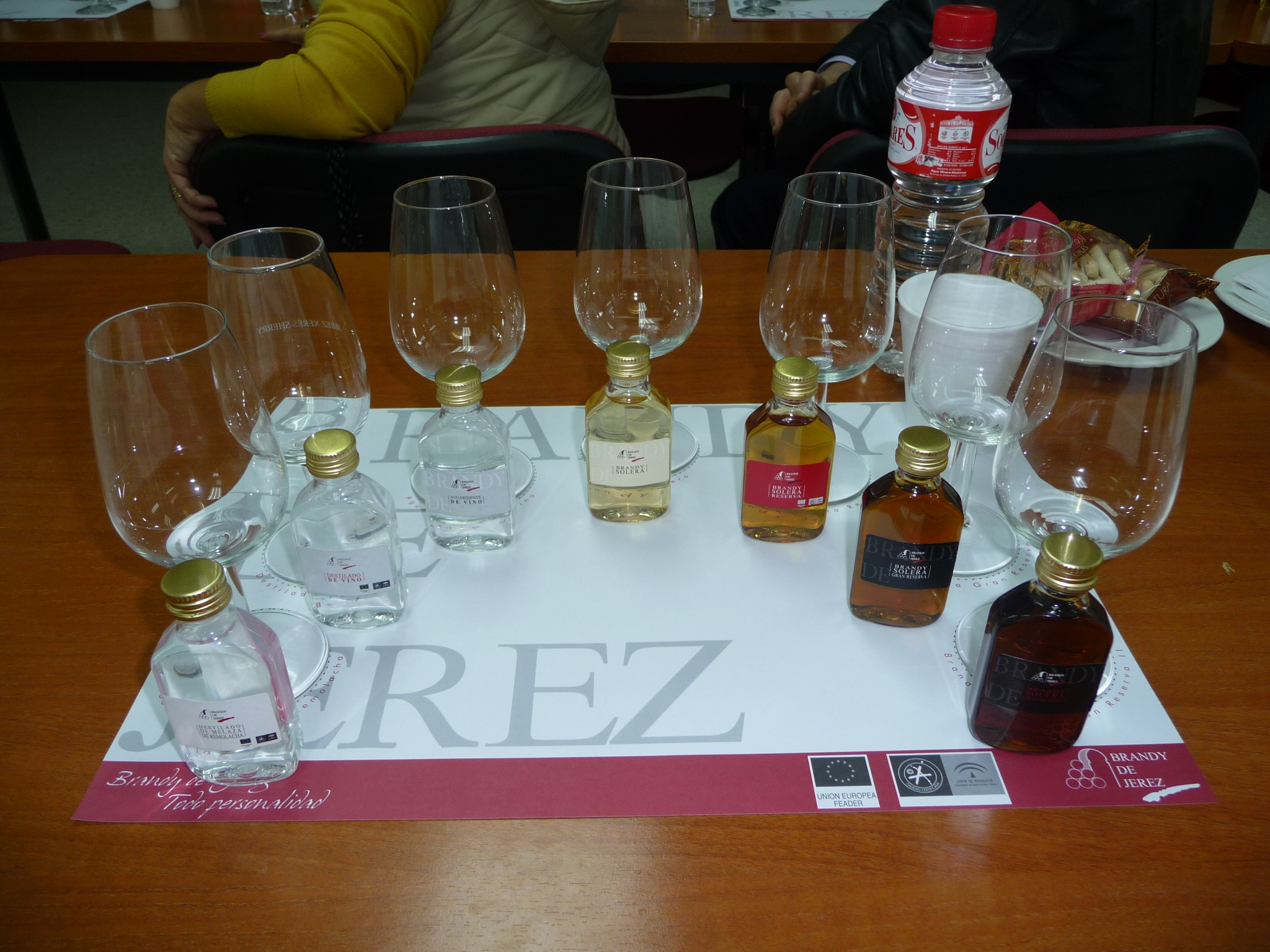
Cata de Brandy de Jerez.

Entre otros aspectos se regula el uso de alcohol de La Mancha, envejecimiento en botas de jerez o la producción de "sherry cask".

## Difusión
El Consejo realiza diversas actividades para la difusión de los vinos que ampara, como la entrega simbólico de botas a los poetas laureados del Reino Unido.